# Câmara de ionização

Representação esquemática de uma câmara de ionização

Uma câmara de ionização é um detector de partículas ionizadas que detecta a passagem de uma partícula medindo a carga total dos eléctrões dos iãos produzidos quando da ionização do meio gasoso pela partícula.
Para recuperar os eléctrões e os iãos antes que eles se recombinem e formarem átomos eletricamente neutros, é necessária a presença de um campo eléctrico para os separar e fazê-los derivar em direcção dos eléctrodos. As cargas (eléctrões e os iãos) derivando induzem correntes nos eléctrodos, que são detectadas por um amplificador que produz um sinal eléctrico.
As câmaras de ionização medem as cargas depositadas pela partícula carregada ao atravessar o meio ionizado que tanto pode ser um gás como um líquido ou mesmo um sólido, cada um tendo as suas vantagens e as suas aplicações.
Uma partícula carregada suficientemente energética é capaz de tirar os electrões dos átomos do meio atravessado, é o processo  de ionização, razão do nome da câmara.
As câmaras de ionização são usadas na medicina nuclear para determinar a exacta actividade do tratamento terapêutico.[carece de fontes?]